# Episodi di Black Butler (prima stagione)
Questa voce riassume la prima stagione della serie TV Black Butler, trasmessa tra il 2008 e il 2009. Accanto ai titoli italiani sono indicati i titoli originali.

## Episodi
I titoli degli episodi della prima serie sono formati da Sono shitsuji (その執事? "Quel maggiordomo") seguito da una virgola e da una parola formata da due kanji (tranne per l'episodio 11 che ha tre kanji). Inoltre i titoli terminano tutti con una "o" lunga (ō, in hiragana おう?).
| Nº serie | Nº | Titolo italiano (traduzione letterale) Giapponese 「Kanji」 - Rōmaji          | In onda           | In onda |
| Nº serie | Nº | Titolo italiano (traduzione letterale) Giapponese 「Kanji」 - Rōmaji          | Giapponese        |         |
| 1        | 1  | Quel maggiordomo, abile 「その執事、有能」 - Sono shitsuji, yūnō              | 2 ottobre 2008    |         |
| 2        | 2  | Quel maggiordomo, il più forte 「その執事、最強」 - Sono shitsuji, saikyō     | 9 ottobre 2008    |         |
| 3        | 3  | Quel maggiordomo, onnipotente 「その執事、万能」 - Sono shitsuji, bannō       | 16 ottobre 2008   |         |
| 4        | 4  | Quel maggiordomo, eccentrico 「その執事、酔狂」 - Sono shitsuji, suikyō       | 23 ottobre 2008   |         |
| 5        | 5  | Quel maggiordomo, incontro casuale 「その執事、邂逅」 - Sono shitsuji, kaikō  | 30 ottobre 2008   |         |
| 6        | 6  | Quel maggiordomo, al funerale 「その執事、葬送」 - Sono shitsuji, sōsō        | 6 novembre 2008   |         |
| 7        | 7  | Quel maggiordomo, in vacanza 「その執事、遊興」 - Sono shitsuji, yūkyō        | 13 novembre 2008  |         |
| 8        | 8  | Quel maggiordomo, addestramento 「その執事、調教」 - Sono shitsuji, chōkyō    | 20 novembre 2008  |         |
| 9        | 9  | Quel maggiordomo, illusione 「その執事、幻像」 - Sono shitsuji, genzō         | 27 novembre 2008  |         |
| 10       | 10 | Quel maggiordomo, sul ghiaccio 「その執事、氷上」 - Sono shitsuji, hyōjō      | 4 dicembre 2008   |         |
| 11       | 11 | Quel maggiordomo, in qualche modo 「その執事、如何様」 - Sono shitsuji, ikayō | 11 dicembre 2008  |         |
| 12       | 12 | Quel maggiordomo, solitudine 「その執事、寂寥」 - Sono shitsuji, sekiryō      | 18 dicembre 2008  |         |
| 13       | 13 | Quel maggiordomo, scroccone 「その執事、居候」 - Sono shitsuji, isōrō         | 25 dicembre 2008  |         |
| 14       | 14 | Quel maggiordomo, straordinario 「その執事、異能」 - Sono shitsuji, inō       | 15 gennaio 2009   |         |
| 15       | 15 | Quel maggiordomo, competizione 「その執事、競争」 - Sono shitsuji, kyōsō      | 22 gennaio 2009   |         |
| 16       | 16 | Quel maggiordomo, castello solitario 「その執事、孤城」 - Sono shitsuji, kojō | 29 gennaio 2009   |         |
| 17       | 17 | Quel maggiordomo, offerta 「その執事、奉納」 - Sono shitsuji, hōnō            | 5 febbraio 2009   |         |
| 18       | 18 | Quel maggiordomo, trasferimento 「その執事、転送」 - Sono shitsuji, tensō     | 12 febbraio 2009  |         |
| 19       | 19 | Quel maggiordomo, imprigionamento 「その執事、入牢」 - Sono shitsuji, nyūrō   | 19 febbraio 2009  |         |
| 20       | 20 | Quel maggiordomo, fuga 「その執事、脱走」 - Sono shitsuji, dassō              | 26 febbraio 2009  |         |
| 21       | 21 | Quel maggiordomo, impiego 「その執事、雇傭」 - Sono shitsuji, koyō            | 5 marzo 2009      |         |
| 22       | 22 | Quel maggiordomo, scioglimento 「その執事、解消」 - Sono shitsuji, kaishō     | 12 marzo 2009     |         |
| 23       | 23 | Quel maggiordomo, infiammazione 「その執事、炎上」 - Sono shitsuji, enjō      | 19 marzo 2009     |         |
| 24       | 24 | Quel maggiordomo, rapido 「その執事、滔滔」 - Sono shitsuji, tōtō             | 26 marzo 2009     |         |
| OAV      | -  | Quel maggiordomo, intrattenimento 「その執事、興行」 - Sono shitsuji, kōgyō   | 30 settembre 2009 |         |

## DVD
In Giappone la serie è stata pubblicata in nove DVD da Aniplex:
| N° | Episodi     | Data di pubblicazione |
| -- | ----------- | --------------------- |
| 1  | 1           | 21 gennaio 2009       |
| 2  | 2~4         | 25 febbraio 2009      |
| 3  | 5~7         | 25 marzo 2009         |
| 4  | 8~10        | 22 aprile 2009        |
| 5  | 11~13       | 27 maggio 2009        |
| 6  | 14~16       | 24 giugno 2009        |
| 7  | 17~19       | 22 luglio 2009        |
| 8  | 20~22       | 26 agosto 2009        |
| 9  | 23-24 e OAV | 30 settembre 2009     |